# Puchar Łotwy w piłce siatkowej mężczyzn (2017)
Puchar Łotwy w piłce siatkowej mężczyzn 2017 (Latvijas Kauss 2017) – rozgrywki o siatkarski Puchar Łotwy. Brały w nich udział kluby z ligi bałtyckiej, Nacionālā Līga 1 oraz Nacionālā Līga 2. Zainaugurowane zostały 17 października. Finał odbył się 26 grudnia w centrum sportowym "Daugava" (Sporta nams "Daugava") w Rydze.
Puchar Łotwy zdobył SK Jēkabpils Lūši, który w finale pokonał RTU Robežsardze.

## Drużyny uczestniczące
| Credit24 Meistarlīga 5 drużyn | Credit24 Meistarlīga 5 drużyn |
| ----------------------------- | ----------------------------- |
| Daugavpils Universitāte       | półfinał                      |
| OC Limbaži/MSĢ                | ćwierćfinał                   |
| RTU Robežsardze               | finał                         |
| SK Jēkabpils Lūši             | zwycięstwo                    |
| VK Biolars Jełgawa            | półfinał                      |

| Nacionālā Līga 1 3 drużyny | Nacionālā Līga 1 3 drużyny |
| -------------------------- | -------------------------- |
| SK Vecumnieki              | 1. runda                   |
| VK Ozolnieki               | ćwierćfinał                |
| VK Ventspils               | ćwierćfinał                |

| Nacionālā Līga 2 4 drużyny | Nacionālā Līga 2 4 drużyny |
| -------------------------- | -------------------------- |
| Dundaga                    | ćwierćfinał                |
| Madona                     | 1. runda                   |
| Rēzeknes novada            | 1. runda                   |
| RVS                        | 1. runda                   |

## Rozgrywki

### 1. runda
| Data       | Drużyna 1       |     | Drużyna 2      | Sety                                |
| ---------- | --------------- | --- | -------------- | ----------------------------------- |
| 01.11.2017 | VK Vecumnieki   | 1:3 | VK Ozolnieki   | (25:22, 20:25, 20:25, 23:25)        |
| 01.11.2017 | RVS             | 2:3 | VK Ventspils   | (18:25, 19:25, 25:23, 25:23, 11:15) |
| 17.10.2017 | Rēzeknes novada | 1:3 | OC Limbaži/MSĢ | (11:25, 25:20, 10:25, 15:25)        |
| 28.10.2017 | Dundaga         | 3:0 | Madona         | (27:25, 25:17, 25:17)               |

### Ćwierćfinały
| Data       | Drużyna 1      |     | Drużyna 2               | Sety                                |
| ---------- | -------------- | --- | ----------------------- | ----------------------------------- |
| 08.11.2017 | VK Ozolnieki   | 0:3 | Daugavpils Universitāte | (24:26, 25:27, 13:25)               |
| 15.11.2017 | VK Ozolnieki   | 0:3 | Daugavpils Universitāte | (12:25, 25:27, 14:25)               |
| 08.11.2017 | VK Ventspils   | 0:3 | RTU Robežsardze         | (16:25, 9:25, 15:25)                |
| 15.11.2017 | VK Ventspils   | 1:3 | RTU Robežsardze         | (25:20, 19:25, 20:25, 20:25)        |
| 12.11.2017 | OC Limbaži/MSĢ | 2:3 | SK Jēkabpils Lūši       | (22:25, 25:20, 16:25, 25:23, 12:15) |
| 15.11.2017 | OC Limbaži/MSĢ | 1:3 | SK Jēkabpils Lūši       | (14:25, 25:22, 26:28, 17:25)        |
| 08.11.2017 | Dundaga        | 0:3 | VK Biolars Jełgawa      | (16:25, 20:25, 21:25)               |
| 15.11.2017 | Dundaga        | 0:3 | VK Biolars Jełgawa      | (18:25, 20:25, 21:25)               |

### Półfinały
| Data       | Drużyna 1               |     | Drużyna 2          | Sety                         | Widzów |
| ---------- | ----------------------- | --- | ------------------ | ---------------------------- | ------ |
| 22.11.2017 | Daugavpils Universitāte | 0:3 | RTU Robežsardze    | (18:25, 20:25, 22:25)        | 203    |
| 25.11.2017 | Daugavpils Universitāte | 0:3 | RTU Robežsardze    | (20:25, 21:25, 12:25)        | 100    |
| 21.11.2017 | SK Jēkabpils Lūši       | 3:0 | VK Biolars Jełgawa | (25:23, 25:13, 25:20)        | 300    |
| 29.11.2017 | SK Jēkabpils Lūši       | 3:1 | VK Biolars Jełgawa | (25:14, 20:25, 27:25, 25:18) | 300    |

### Finał
| Data       | Drużyna 1       |     | Drużyna 2         | Sety                  | Widzów |
| ---------- | --------------- | --- | ----------------- | --------------------- | ------ |
| 26.12.2017 | RTU Robežsardze | 0:3 | SK Jēkabpils Lūši | (23:25, 19:25, 16:25) | 600    |